# Чак Хоган
Чарлс Патрик Хоган (енгл. Charles Patrick Hogan; Бостон, 4. август 1967) амерички је књижевник, сценариста и продуцент. Познат је као један од аутора трилогије Сој, по којој је настала и истоимена серија.

## Дела
- Сој (2009)
- Пад (2010)
- Вечита ноћ (2011)